# Asyndetus severini
Asyndetus severini är en tvåvingeart som beskrevs av Harmston och Frank Hall Knowlton 1939. Asyndetus severini ingår i släktet Asyndetus och familjen styltflugor. Inga underarter finns listade i Catalogue of Life.